# Camfin
Camfin S.p.A. (precedentemente Cam Finanziaria S.p.A.) è l'azienda italiana - indirettamente controllata dalla Marco Tronchetti Provera & C. S.p.A. - che detiene una partecipazione complessiva di Pirelli & C. S.p.A. pari a circa il 23,73%, di cui il 15,86% detenuta direttamente da Camfin e il 7,88%  tramite la controllata Camfin Alternative Assets.

## Storia
Nel 1915 nasce il Consorzio Approvvigionamenti Metallurgici e Meccanici, azienda operante nel settore siderurgico e metallurgico.
Negli anni trenta l'impresa entra anche nella distribuzione di prodotti petroliferi; successivamente, nel 1952, Silvio Tronchetti Provera entra nel Consorzio (divenuta nel frattempo Combustibili e Ghise S.p.A) come amministratore. Negli anni successivi, Silvio Tronchetti Provera entra attivamente nell'azionariato della società e nel 1965 ne diventa Presidente.
Nel decennio successivo l'impresa sceglie il petrolio e l'energia come core business. Nel 1984 viene modificata la ragione sociale in Camfin S.p.A. alla quale è affidato il ruolo di holding finanziaria focalizzata sulla gestione delle partecipazioni societarie, mentre la gestione operativa viene affidata a Cam Energia e Calore S.p.A..
Quotata alla Borsa valori di Milano nel 1986, è stata revocata dal listino telematico nell'ottobre 2013, a seguito dell'OPA promossa da Lauro Sessantuno S.p.A. - che ne diviene così unico azionista - all'epoca veicolo societario partecipato oltre che dalla famiglia Tronchetti Provera, dal gruppo Clessidra, da Intesa Sanpaolo e da UniCredit.
Clessidra, Intesa Sanpaolo e Unicredit avevano rilevato nel giugno 2013 la quota precedentemente detenuta dalla famiglia Malacalza, che aveva fatto il suo ingresso in Camfin nel 2010.
Nel corso del 2014 il gruppo Clessidra è uscito dalla compagine sociale e alla fine dell'anno, in esecuzione di nuovi accordi stipulati nel maggio 2014, il capitale della società (dopo l'avvenuta incorporazione per fusione di Lauro Sessantuno) risultava detenuto al 50% da Long-Term Investments (società partecipata al 100% dal fondo d'investimenti “RFR Long-Term Investments”, in cui Neftgarant Non-State Pension Fund, investitore istituzionale di diritto russo, è l'investitore unico del fondo)  e per il restante 50% da Coinv SpA (società controllata dalla famiglia Marco Tronchetti Provera al 76% attraverso Nuove Partecipazioni, e partecipata anche da Unicredit e Intesa Sanpaolo).
Nel novembre 2015, nell’ambito del riassetto a seguito dell’Opa lanciata da ChemChina, Camfin e LTI su Pirelli , gli azionisti di Camfin hanno perfezionato un riassetto societario che ha portato all’uscita del gruppo russo LTI dal capitale di Camfin e l’attribuzione alla stessa LTI di una partecipazione indiretta in Pirelli del 12,6%, che si aggiunge al 65% del partner cinese e al 22,4% di Coinv .
Con l’uscita di LTI da Camfin, pertanto, il capitale sociale della società risultava interamente detenuto da Coinv.
Nel 2018, in seguito a un’operazione finalizzata a semplificare la catena societaria, prima Coinv e successivamente Nuove Partecipazioni sono state fuse in Camfin. Anche a seguito di tali operazioni societarie, Camfin risultava controllata da Marco Tronchetti Provera & C. S.p.A. (“MTP Spa”).
Nel maggio 2020 Camfin e Longmarch Holding S.r.l. (“Longmarch”) sottoscrivono un accordo di investimento finalizzato allo sviluppo di attività nel private equity, da realizzare attraverso la società Camfin Alternative Assets S.p.A.. Longmarch, della famiglia cinese Niu, è detentore di una partecipazione potenziale in Pirelli del 7,68% (poi rilevata nel corso del 2021), quota sulla quale, in base agli accordi, esercitava i voti in base alle indicazioni della stessa Camfin.
Nell’ottobre 2021 la partnership tra Camfin e Longmarch si rafforza con l’apporto da parte di Longmarch del 4% detenuto in Pirelli nella stessa Camfin, tramite un aumento di capitale riservato, diventandone così azionista diretto.
In base all’attuale governance di Camfin, MTP Spa detiene indirettamente il controllo della società con il 55,37% dei diritti di voto e il 31,79% del capitale economico (al netto delle azioni proprie).
Unicredit, Intesa e Longmarch detengono complessivamente il 44,63% dei diritti di voto (48,91% del capitale economico al netto delle azioni proprie) mentre gli altri soci (Fidim, Finanziaria Alberto Pirelli e Massimo Moratti) detengono azioni senza diritto di voto pari al 19,30% del capitale economico (al netto delle azioni proprie). MTP SpA nel corso del 2024 ha ottenuto il controllo diretto di Longmarch Holding e, ad oggi, tramite Camfin e Camfin Alternative Assets, detiene per via indiretta una partecipazione in Pirelli & C. di circa il 27,41%.

## Attività del gruppo
Camfin ha come principale finalità la gestione della partecipazione detenuta in Pirelli & C. S.p.A., oltre a esplorare attività nel private equity. 

## Governance
Marco Tronchetti Provera è il presidente del consiglio di amministrazione, il cui ultimo rinnovo risale al 19 febbraio 2025. Il consiglio di amministrazione risulta composto anche da: 
- Giovanni Tronchetti Provera (amministratore delegato)
- Michele Carpinelli
- Giada Tronchetti Provera
- Ilaria Tronchetti Provera
- Paolo Maria Vittorio Grandi
- Giacomo Marino
- Niu Teng
- Luca Rovati